# اسقف‌نشین کنتربری
اسقف‌نشین کنتربری (انگلیسی: Diocese of Canterbury) بخشی تشکیل دهنده از استان کانتربری کلیسای انگلستان در کشور انگلستان است. این اسقف‌نشین که در سال ۵۹۷ میلادی تاسیس شده است شامل ۳۲۷ کلیسا می‌باشد و مرکز آن کلیسای جامع کنتربری است.